# Praxelis
Praxelis là một chi thực vật có hoa trong họ Cúc (Asteraceae).

## Loài
Chi Praxelis gồm các loài: